# TV Klan
TV Klan (en albanais : Televizioni Klan) est une chaîne de télévision commerciale d'Albanie basée à Tirana.

## Historique
TV Klan a été fondée en 1997 en tant que coentreprise entre le Français Julien Roche et l'Albanais Marsel Skendo. En réalité, la chaîne a été l'une des premières d'Albanie à appartenir à un média étranger. En 2002, l'ISO attribua à la chaîne la note la plus élevée d'Albanie avec 21,5 % de part d'audience. En 2006, le canal couvrait environ 45 % du territoire de l'Albanie en signaux analogiques. Klan fait partie du groupe de médias Media 6 qui inclut entre autres : le journal Koha Jone, Élégance Magazine, Radio Klan, Klan Kosova (chaîne de télévision basée au Kosovo), et ABC News (Albanie). La chaîne est disponible partout en Europe à travers DigitAlb.
TV Klan est largement connue pour son émission politique de longue date Opinion, présentée par Blendi Fevziu. Parmi les productions de divertissement associées à l'émission, on retrouve Kenget e Shekullit, Maratona e Kenges Popullore Qytetare, Porta e Fatit, Kutia e Fundit ainsi qu'une large gamme de coproductions.
Depuis le 4 mars 2012, TV Klan a été la première chaîne de télévision nationale en Europe du Sud et en Albanie à diffuser continuellement en haute définition sans imposer des frais supplémentaires aux clients. La chaîne a lancé trois autres chaînes (Klan Kosova, ABC News Albania, et Klan Plus HD) mais elles ne sont pas encore toutes diffusées en HD. En outre, la station est connue pour être la première d'Albanie à posséder un satellite news gathering mobile.